# Docalidia knighti
Docalidia knighti är en insektsart som beskrevs av Nielson 1979. Docalidia knighti ingår i släktet Docalidia och familjen dvärgstritar. Inga underarter finns listade i Catalogue of Life.